# Diplopeltula cassidaigniensis
Diplopeltula cassidaigniensis is een rondwormensoort uit de familie van de Diplopeltidae. De wetenschappelijke naam van de soort is voor het eerst geldig gepubliceerd in 1972 door Vitiello.